# 米格尔·特雷维尼奥·莫拉莱斯
米格爾·安赫爾·特雷維尼奧·莫拉萊斯（西班牙語：Miguel Ángel Treviño Morales；1970年11月18日—），通常又被因其化名而被稱作「Z-40」，是前墨西哥毒梟和暴力犯罪組織洛斯哲塔斯的領導人。由於參與謀殺和販毒的犯罪嫌疑使得其被廣泛視為一名「殘暴」的罪犯並遭到美國與墨西哥政府的通緝，同時也是是墨西哥37名頭號通緝毒梟之一，不過與其他販毒集團領導人相比其沒有軍事背景。
特雷維尼奧·莫拉萊斯出生於塔毛利帕斯州新拉雷多，家裡一共有6個兄弟以及6個姊妹，之後他為了賺錢從十幾歲開始便接觸當地犯罪集團洛斯哲塔斯。由於能夠使用流利的英語讓他得以在美墨邊界處輕易運送各式違禁品，這樣的經歷使得他在1990年代中後期被相中而擔任了海灣販毒集團以及底下武裝集團洛斯哲塔斯的領導高層，其中洛斯哲塔斯主要是負責將古柯鹼、大麻和海洛因等毒品從墨西哥偷運至美國境內。大約在2005年時他被任命為新拉雷多地區洛斯哲塔斯的領導人，並且為了讓販毒集團得以接掌通往美國的高利潤販毒路線，而下令開始攻擊錫納羅亞販毒集團成員。2006年時洛斯哲塔斯成功取得新拉雷多的主導地位，而特雷維尼奧·莫拉萊斯也在之後接替死去的埃弗拉因·特奧多羅·托雷斯擔任洛斯哲塔斯於韋拉克魯斯州的領導人。
兩年過後其老闆埃里韦托·拉斯卡诺·拉斯卡诺派遣他前往瓜地馬拉消滅敵對勢力，在任務成功之後他在2008年時被任命為墨西哥洛斯哲塔斯的最高領導幹部。而在2008年8月時，在他和拉斯卡诺主導下洛斯哲塔斯與原本自海灣販毒集團分離出來的貝爾特蘭·萊瓦販毒集團達成夥伴關係協定，並且期望藉此能夠打造出墨西哥勢力最強大的販毒集團。特雷維尼奧·莫拉萊斯在成為洛斯哲塔斯的領導人後，其恐嚇官員以及平民的行徑很快地使得得到惡名昭彰的聲譽。墨西哥政府相信他在墨西哥毒品戰爭中扮演著極為關鍵的角色，並且涉嫌犯下了殺害72名移民的2010年聖費爾南多屠殺、以及殺害193名民眾的2011年聖費爾南多屠殺等暴力行為，其中報導指稱他最喜歡的酷刑方式為將人頭上淋上一桶汽油並且之後點燃讓受害者活活燒死。2012年10月時他的老闆拉斯卡诺·拉斯卡诺逝世，之後其於洛斯哲塔斯內部鬥爭中勝出並且在2012年10月正式成為拉斯卡诺·拉斯卡诺的繼承者以及洛斯哲塔斯販毒集團最高負責人。
2013年7月15日時，墨西哥海軍陸戰隊和墨西哥陸軍在新萊昂州新拉雷多成功在沒有開火的情況下逮捕了特雷維尼奧·莫拉萊斯，而同一時間遭到逮捕者還有2名駕駛卡車隨身保鏢，而在車上則攜帶有數挺大口徑武器以及200萬美元現金。其中為了能夠逮捕到特雷維尼奧·莫拉萊斯，墨西哥政府特別為提供足以逮捕其有關資訊者近3,000墨西哥披索（約230美元）作為獎金，另外美國國務院還提供高達500萬美元的獎金給願意提供逮捕或者定罪資訊的民眾。而墨西哥與美國相關單位認為，目前其職位應該是由同樣在通緝名單上的弟弟奧馬爾·特雷維尼奧·莫拉萊斯負責。

## 外部來源
- （英文） Z-40 （页面存档备份，存于）